# I Could Be the One
"I Could Be the One" is een single van de dj's Avicii en Nicky Romero. De single werd uitgebracht in december 2012.

## Achtergrond
I Could Be the One is geschreven door Avicii, Nicky Romero, Arash Pournouri, Linus Wiklund, Jonnali Parmenius en Måns Vredenberg en geproduceerd door Avicii, Nicky Romero en Arash Pournouri. Het nummer was eerst als een instrumental gemaakt in 2011. Deze versie had de naam Nicktim, vernoemd naar de voornamen van beide artiesten.Pas eind 2012 zijn de vocals toegevoegd aan het nummer. De vocals zijn van zangeres Noonie Bao. Het nummer was internationaal een groot succes, met hitnoteringen in vele landen in én buiten Europa. Het nummer bereikte zelfs de eerste plaats in de UK Singles Chart. In Nederland bereikte het de 7e plaats in de Top 40 en een 15e plek in de Single Top 100. Ook stond het in de hitlijsten in beide delen van België, met een 8e (Vlaanderen) en 9e (Wallonië) plaats. De single heeft in Nederland de driedubbele platina status.